# كريم فكروش
كريم فكروش حارس مرمى مغربي من مواليد 14 فبراير 1982 يلعب لنادي الجيش الملكي .
كريم بدأ مسيرته الكروية مع نادي المغرب الرياضي الفاسي سنة 2003 وبقي معهم إلى حدود 2007 حيث انتقل إلى نادي الوداد الرياضي حيث قدم مواسم جيدة مع نادي الوداد ونافس الحارس نادر المياغري على الرسمية وأحرز لقب البطولة معه سنة 2010 وفي سنة 2011 احترف في البطولة اليونانية رفقة نادي باس جيانينا والذي استمر معه موسمين وبعدها انتقل إلى ناديه الحالي ليماسول القبرصي سنة 2013 و بعدها عاد للدوري المغربي بتعاقده مع نادي الجيش الملكي سنة 2015 .
بدأ فكروش مسيرته مع المنتخبات الوطنية المغربية منذ عام 2007 لكنه وجد صعوبة في حجز مكان رسمي في عرين الأسود في ظل وجود المياغري وبعد ذلك تغيب عن المنتخب لفترة طويلة قبل أن يعود كحارس رسمي للأسود عام 2014 بعد تعيين المدرب بادو الزاكي كناخب وطني ولعب مباراة ودية ضد الموزمبيق وروسيا في يونيو 2014

## روابط خارجية
- كريم فكروش على موقع اتحاد السويد (السويدية)
- كريم فكروش على موقع قاعدة بيانات كرة القدم.إي يو (الإنجليزية)
- كريم فكروش على موقع ناشيونال فوتبول تيمز (الإنجليزية)
- كريم فكروش على موقع Soccerway.com (الإنجليزية)
- كريم فكروش على موقع كووورة